# 新しき魂の光と道
『新しき魂の光と道』（あたらしきたましいのひかりとみち）は、FLYING KIDS2枚目のアルバム。1990年12月16日にビクター音楽産業より発売。

## 概要
前作から8ヶ月ぶりの発売。初回盤には特典としてバカおしゃれステッカーセットが付属。
アルバムのジャケットはベース・伏島の実家で撮影された。
『心は言葉につつまれて』『新しい方々』は、バンド初のドラマ・映画タイアップとなった。（主題歌となったどちらの作品も主演は深津絵里。当時、歌手レーベルがバンドと同じビクターエンタテインメントに所属していた。）

## 収録曲
全編曲：FLYING KIDS　作詞：浜崎貴司（特記以外）
1. 心は言葉につつまれて
作曲：加藤英彦
3枚目のシングル。
マツダ「ファミリア」CMソング。
テレビ東京系ドラマ『ハイスクール大脱走』主題歌。
本アルバムのプロモーションで、フジテレビ系『夢で逢えたら』内の音楽コーナー「バッハスタジオII〜ホコ天キングへの道〜」に出演。番組出演者とコラボレーション。
2. 毎日の日々
作曲：丸山史朗・浜崎貴司
3. するコトダケ
作曲：加藤英彦
アルバムの曲だが、プロモーションビデオが存在する。監督は泉谷しげる。
4. マッチョズ宣言
作詞：FLYING KIDS　作曲：飯野竜彦
  - ボーカル：マッチョズ/1号 伏島和雄・2号 飯野竜彦
5. 体の弱い若者
作曲：FLYING KIDS
6. 長い道のり
作曲：FLYING KIDS
7. 変化の兆し
作曲：伏島和雄
8. 陸の王者大行進
作詞：FLYING KIDS　作曲：飯野竜彦・丸山史朗
  - ボーカル：浜崎貴司とマッチョズ
9. マッチョズのテーマ
作詞・作曲：丸山史朗
  - ボーカル：マッチョズ/1号 伏島和雄・2号 飯野竜彦
10. 炎（ファイヤー）
作詞・作曲：JIM WILLIAMS・CLARENCE SATCHELL・LEROY BONNER・MARSHALL JONES・RAHPH MIDDLEBROOKS・MARVIN PIERCE・WILLIAM BECK、日本語詞：浜崎貴司
11. 歌の思い出
作曲：加藤英彦・浜崎貴司
12. 新しい方々
作曲：浜崎貴司
松竹富士配給映画『真夏の地球』主題歌。
1991年3月21日に4枚目のシングルとしてシングルカット。
13. 大切な人
作曲：飯野竜彦・浜崎貴司
14. ギターボンゴ
作曲：丸山史朗・浜崎貴司
  - ボーカル：丸山史朗